# Gynacantha calliope
Gynacantha calliope – gatunek ważki z rodziny żagnicowatych (Aeshnidae).